# Humaitámiervogel
De humaitámiervogel (Myrmelastes humaythae) is een zangvogel uit de familie Thamnophilidae (miervogels).

## Verspreiding en leefgebied
Deze soort komt voor in westelijk amazonisch Brazilië (waaronder de gemeente Humaitá) en noordwestelijk Bolivia (Pando).

## Status
De grootte van de populatie is niet gekwantificeerd maar de soort wordt omschreven als schaars. Op de Rode lijst van de IUCN heeft deze soort de status niet bedreigd.